# ジョン・ボルトン
ジョン・ロバート・ボルトン（英語: John Robert Bolton、1948年11月20日 - ）は、アメリカ合衆国の法律家、外交官。アメリカ合衆国国際連合大使、国家安全保障問題担当大統領補佐官を歴任した。

## 生い立ち
1948年、アメリカ合衆国メリーランド州ボルチモア生まれ。1964年アメリカ合衆国大統領選挙では当時高校生ながら共和党候補バリー・ゴールドウォーターの選挙運動に参加した。
1970年にイェール大学を最優等（summa cum laude）で卒業、1974年同大学イェール・ロー・スクール修了（法務博士 J.D.）。ロースクールでは後の最高裁判事のクラレンス・トーマスと同じクラスであり、またビル・クリントン、ヒラリー・クリントンも同時期に在学していた。
ワシントンの法律事務所勤務、保守派の大御所的存在ジェシー・ヘルムズ上院議員の補佐官を経て、1981年のレーガン政権の8年間、国際開発庁および司法省に勤務し、エドウィン・ミース司法長官と行動を共にした。
1989年から1993年まで、ジョージ・ハーバート・ウォーカー・ブッシュ政権で国務次官補を務め、ジェイムズ・ベイカー国務長官の知遇を得た。担当は対国際連合。クリントン政権期は保守系シンクタンクのアメリカン・エンタープライズ公共政策研究所副所長に就任し、タカ派の立場からクリントン政権の外交政策に対して一貫して批判を続けた。1997年に設立された新保守主義的な外交政策を主張するアメリカ新世紀プロジェクト（PNAC）にも参加した。

## ブッシュ政権
2001年、ジョージ・ウォーカー・ブッシュ政権によって国務次官（軍備管理・国際安全保障担当）に任命され、北朝鮮との六者会合やイランの核開発問題などを担当したが、強硬なスタイルは多くの敵を作った。イランの外務省はボルトンを「無作法で非外交的」と非難した。また北朝鮮を巡っては、時の総書記金正日を「圧政的な独裁者」と呼び、北朝鮮で生きることは「地獄の悪夢」などと発言したことから、北朝鮮はボルトンを「人間のクズ」（human scum）と激しく批判した。ボルトンの発言は非外交的だとして議会などから問題視された。また、開戦への慎重論が少なくなかった国務省内の対イラク開戦推進派としてイラク戦争への流れをつくり、ブッシュ政権を去った後もイラク戦争の正当性を主張している。イラク戦争の推進やPNACへの参加などからネオコンの代表的な人物とみなされることが多いが、ボルトン自身は高校時代から生粋の保守派であるため、左翼からの転向者を意味する「ネオコン」と呼ばれることを嫌っている。
2005年、駐国際連合アメリカ大使に推された。ここではヘンリー・キッシンジャー、ジェイムズ・ベイカー、ローレンス・イーグルバーガー、ジョージ・シュルツ、アレクサンダー・ヘイグの5人もの共和党政権における国務長官経験者が議会にボルトンを推薦する書簡を送るなど極めて異例の推薦を受けたが、民主党がフィリバスターで対抗するなど強い反発を浴びた。ブッシュは反対を押し切って8月に任命を強行（休会任命の為未承認）。上院が承認しなかった為、2006年12月4日に辞任を表明し年内に任期満了で退任した。在任中は北朝鮮とイランの圧政を国務次官時代と同様一貫して激しく批判しており、両国に対する強硬路線を主導した。自身と米国政府が推薦した大韓民国出身の潘基文が国連事務総長に当選した際は歓迎している。しかし、ブルー・チームと呼ばれる親台派でもあるため、潘基文が中華民国（台湾）の加盟を拒否した際はこれを批判した。
2006年7月5日に北朝鮮が行ったテポドン2号発射及び、同年10月9日に強行された核実験の後は安倍晋三（当時内閣官房長官）や外務大臣（当時）の麻生太郎と共に北朝鮮への制裁路線を推進。10月15日には対北制裁決議の採択を実現する。バンコ・デルタ・アジアの北の不正資金凍結も断行した。ブッシュ政権が2期目に押し進めた対北融和路線も激しく批判。拉致被害者家族からの信頼も厚く、2007年11月に北朝鮮による拉致被害者家族連絡会・北朝鮮に拉致された日本人を救出するための全国協議会が訪米した際、最初に面会した要人である。また、北朝鮮の脅威に対抗するために日本と韓国が核武装を検討することも主張していた。

## トランプ政権

### 就任前
かねてから2016年アメリカ合衆国大統領選挙に出馬したドナルド・トランプはボルトンの外交手腕を買って国務長官候補として検討しており、政権移行チームでも名前が挙がっていた。
2017年にボルトンはウォール・ストリート・ジャーナル紙で在沖米軍の台湾への一部移転を主張し、2018年にはニューヨーク・タイムズ紙でイランへの爆撃やウォール・ストリート・ジャーナル紙で北朝鮮への先制攻撃も主張していた。
2018年3月にトランプ大統領は自身のTwitterにおいてハーバート・マクマスター国家安全保障問題担当大統領補佐官を解任し、後任にボルトンを充てると表明した。

### 大統領補佐官
2018年4月13日に起きたアメリカ・イギリス・フランスによるシリアのバッシャール・アサド政権への軍事攻撃では、国家安保担当補佐官に着任したばかりのボルトンがイランと北朝鮮への威嚇を狙って後押ししたとされる。同年5月にはそのタカ派ぶりで北朝鮮から名指しで批判された。同年9月にはイランへの攻撃計画準備も国防総省に指示したと報じられた。
2019年2月に第2回米朝首脳会談が決裂した際はボルトンの介入によるものとする批判が韓国政府関係者から起き、同年4月20日には北朝鮮の崔善姫外務次官はボルトンを「間抜け」と批判した。また、同年5月27日、北朝鮮の外務省報道官は、短距離弾道ミサイルの発射実験を国連制裁決議違反として批判したボルトンに対して「欠陥人間」「一刻も早く消えるべきだ」との論評を行っている。
2019年4月、マイアミで行われたピッグス湾事件関係者の集会で「今日、我々は万人の前で誇りをもってモンロー主義は健在であると宣言する」と演説した。また、西半球から社会主義は駆逐せねばならないとしてキューバのミゲル・ディアス＝カネル、ベネズエラのニコラス・マドゥロ、ニカラグアのダニエル・オルテガを「3人の愚かな社会主義者」と呼び、この3カ国に対する経済制裁を17日に発表した。
2019年5月、ワシントンD.C.で1979年の米台断交後初の安全保障担当高官接触だった台湾国家安全会議秘書長の李大維との会談を行った。
2019年6月20日、イスラム革命防衛隊による米軍無人偵察機の撃墜を受けてトランプ大統領による対イラン軍事行動決定を後押しするも攻撃10分前になって撤回されることとなった。イランのモハンマド・ジャヴァード・ザリーフ外相からは同様にイランに敵対的なイスラエルのベンヤミン・ネタニヤフ首相やサウジアラビアのムハンマド・ビン・サルマーン皇太子とともに「Bチーム」（類似するチームBとは無関係）と度々呼ばれている。
2019年6月27日、ベネズエラのニコラス・マドゥロ政権の閣僚から同国に対するクーデター計画に関わっていたと名指しで非難された（クーデター計画は阻止されている）。ボルトン自身は2022年7月12日にCNNに出演した際、ベネズエラの野党勢力によるクーデター計画に関与したが成功しなかったことを認めている。
2019年7月22日、訪日。河野太郎外相や岩屋毅防衛相らとホルムズ海峡を航行する民間船舶の安全確保を図るための有志連合や日米同盟の役割、日韓関係などについて会談を行った。続いて23日には韓国入りし、康京和外相、鄭義溶国家安保室長、鄭景斗国防相らとホルムズ海峡や朝鮮半島問題、米韓防衛費分担金特別協定改定などについて会談を行った。また、野党である自由韓国党の羅卿瑗も会談を行ったことを明かしている。
- ブルガリアのエカテリナ・ザハリエヴァ外相と（2018年11月8日）
- ベン・グリオン国際空港にて（2019年1月7日）
- 韓国の羅卿瑗と（2019年7月25日）
- イギリスのリズ・トラス国際貿易大臣と（2019年8月13日）

### 政権離脱
2019年9月10日、国家安全保障問題担当大統領補佐官を解任された。これについて、トランプは自分が辞任を進言したと主張しているが、ボルトンは自分の意思で辞任を届け出た、としており、対立がみられる。トランプは北朝鮮、イラン、ベネズエラなどをめぐって意見の対立があったと明かした。同月19日、トランプは、後任にロバート・オブライエンを指名した。
2019年7月にはトランプがウクライナへの軍事援助と引き換えに同国に政敵の調査を持ち掛けたという疑惑が持ち上がり、同年中にトランプを弾劾裁判にかける事態へと発展した（ドナルド・トランプとウクライナ論争を参照）。2020年1月6日、ボルトンは、議会上院から召喚状が出されれば弾劾裁判で証言に応じることを表明したが、ボルトンなどの証人招致を求める動議は共和党の反対多数で否決されたため実現せず、そのままトランプには無罪評決が下った。

## トランプ政権の回顧録

### 執筆・出版
トランプ政権からの離脱後、2019年から2020年にかけて政権の内情を暴露する回顧録を執筆し、2020年6月23日に出版した。題名は『The Room Where It Happened』、日本語訳版は2020年10月に出版された（邦訳名『ジョン・ボルトン回顧録 トランプ大統領との453日』。下記参照）。大統領に直接助言を行う補佐官がその大統領の在任中に回顧録を出版することは異例であり、その内容の衝撃から大きな話題となった。

### 内容
出版前から、すでに次のような内容が明かされていた。
- トランプは2019年G20大阪サミットで、中華人民共和国の習近平国家主席に対し、2020年アメリカ大統領選挙でトランプが有利になるように、中国が米国産の大豆や小麦を優先的に購入することを懇願した[42][43]（当時、米中貿易戦争で関税合戦が行われていた。

- - 習が貿易交渉で農産物を優先させることに同意すると、トランプは習を「中国史上最も偉大な指導者」と呼んだ[43]。
  - トランプは中国政府によるウイグル族の強制収容にも「正しいことなので進めるべきだ」と賛同した[43]
    - （以後、実際にトランプは中国政府への制裁を延期していた[44]）。

  - トランプは香港の民主化運動に「私は関わりたくないな」と述べ、また天安門事件から30周年を記念する中国政府への非難声明を拒否した[40]。

- トランプが2019年にウクライナへ軍事支援を再開する条件として、当時の次期大統領候補であったジョー・バイデンを不利にするためにウクライナ政府が協力することを要求した[45]。
- トランプは首席補佐官ケリーに「フィンランドはロシアの一部なのか？」と質問した[46]（実際には別の独立国家）。
- トランプは英国の首相メイと会談した際、「英国は核保有国なのか？」と真剣に質問した[43]（実際には核保有する世界8カ国の一角）。
- トランプが2018年6月に米朝首脳会談を行っていた際、国務長官マイク・ポンペオは横にいたボルトンに「（トランプの発言は）でたらめばかりだ」と書いたメモを密かに渡した[43]。
- トランプは他人の動機を勘ぐり、陰謀を疑い、巨大な連邦政府はもちろん、ホワイトハウスの運営方法についても、驚くほど理解しないままだった[43]。
- トランプは日本に対し、在日米軍の撤退をちらつかせて脅しながら年間80億ドル（約8600億円、前年比5倍）の思いやり予算支出を要求した[47]。
- トランプは韓国の大統領・文在寅の北朝鮮政策について「統合失調症患者のような考え」と述べており[48][49]、トランプと文在寅との電話会談中、ポンペオは「心停止しそうだ」と語っていた[40]。

### 政権からの反発
出版前にボルトンが草稿をホワイトハウスに提出したところ、2020年1月にホワイトハウス側は「大量の機密情報が記載されているため、削除しない限り出版を認めない」と通告した。1月29日、大統領トランプは「（ボルトンは退任後に）すぐさま、不快で虚偽の本を執筆している。すべて安全保障上の機密情報だ。誰がこんなことをするだろうか」と非難した。
その後も回顧録の出版準備は進み、同年6月23日に出版が決定したが、6月16日にアメリカ司法省が「機密が含まれている」としてワシントン連邦地方裁判所に出版差し止めを申し立てた。6月18日、国務長官のマイク・ポンペオは、「内容を読んでいない」としつつも報道を見た限りで「数多くの嘘を拡散している」と批判し、「ジョン・ボルトン氏の果たす最後の公的な役割が裏切り者の行いに他ならないという事実は、悲しくもあり危険でもある。国民との不可侵の信頼に背き、結果的に米国を傷つけた」と激しく非難した。
2020年6月20日、ワシントン連邦地裁は「政府のチェックを得ていないプロセスであり、国家に損害を与える可能性がある」としながらも、「本の内容は既にリークや報道されている内容であり、出版差止めした場合でも与える影響がない」として、出版差止めを棄却した。
回顧録は6月23日に出版され、上述のような内容が世界的に話題となった。

## 対ロシア政策に関する発言
2022年5月、ロシアによるウクライナ侵攻の勃発を受けて、ボルトンは朝日新聞社の取材に答え、トランプ政権を含む米国の対ロシア政策について次のように発言した。

### ブッシュ・オバマ政権に対して
- 米国と北大西洋条約機構（NATO）がロシア連邦を抑止できなかったと認める必要がある[54]。
- 2005年、ロシア連邦大統領ウラジーミル・プーチンは「ソ連の崩壊は20世紀最大の地政学的な惨事だった」と述べたが、米国はその意味を真剣に受け止めなかった。プーチンは以後、明らかにロシア帝国を再建しようとしている[54]。
- 2008年8月にロシアがジョージアを侵攻した際、米国はほとんど何も対応しなかった[54]。
- 2014年にロシアが初めてウクライナに侵攻（クリミア併合）した際も、米国はほとんど何もしなかった[54]。

### トランプ政権に対して
- トランプ政権の対ロシア政策に多くの問題を引き起こしたのは、2016年アメリカ大統領選挙へロシアが介入した疑惑であった。ロシアが大統領選挙に介入した目的はトランプを助けるためではなく、米国内に不和を起こし、自由で公正な選挙の制度を弱体化させて、国民の信頼を失わせて、民主主義を弱体化させるためであった[54]。
  - しかし、ロシアが介入した事実をトランプは決して認めなかった。トランプがロシアと共謀していたと認めることになるのを恐れたためであった。トランプはロシアによる選挙介入を批判すべきだったのに、完全に逆効果だった[54]。
- トランプはNATOを明らかに嫌っていた。プーチンはトランプがNATOを脱退することを待っていただろう[54]。

- トランプは「国際関係はすべて個人的な関係だ」と考えていた[54]。
  - （トランプの家業である）ニューヨークの不動産業ならそれでよかったのかもしれないし、外交においても個人的な関係の重要性を否定はしないが、最終的には国益によって関係は動く[54]。
  - しかし、トランプは、プーチンや習近平と良い関係を築いていれば、米国はロシアや中国と良い関係を築いていると考えていた[54]。

- 特にトランプは権威主義的な人物を好んだ。習近平や北朝鮮の総書記・金正恩、トルコ大統領エルドアンを好んだ。ベネズエラ大統領マドゥロのことも称賛しているようだった。そして、プーチンのことも好んだ[54]。
- 一方、プーチンは個人的な関係を重視しなかった。個人的な関係を築きたがるトランプが、プーチンに利用される危険が常にあった[54]。
- 「トランプが大統領を続けていたらウクライナ侵攻を阻止できた」という言説は間違っている。（プーチンがトランプ政権下で侵攻しなかったのは）トランプを恐れていたからではなく、目的を達成するための最も簡易な方法を探していたからだ[54]。
  - トランプがドイツ首相メルケルや英国首相メイといった欧州の主要な指導者たちを敵視したことで、プーチンは「欧米の結束が弱まっている」と感じていただろう。（ウクライナ侵攻に向けて）プーチンは軍隊の準備なども踏まえて適切な時期を見極め、2020年の大統領選挙でトランプが再選される可能性もあると考えて準備をしていたと思われる[54]。
  - もしトランプが再選してNATO脱退に動いていたら、ロシアの侵攻はより容易になっていた。プーチンはトランプが再選されて政治的な制約がなくなることを待つ覚悟だったのだろう[54]。
- 2014年にロシアがクリミアを併合して以降、ウクライナはロシアの脅威に晒されていたが、トランプはそれを認識していなかったし、気に掛けることもなかった[54]。
  - トランプが周囲から常に聞かされていたのは、「ウクライナは非常に腐敗した国だ」、「米国大統領選でウクライナは民主党に利用されている」ということだった[54]。
  - トランプは民主党への追求のためにウクライナへの2.5億ドルの軍事支援を保留にするなど、ウクライナ大統領ゼレンスキーとの関係構築を不可能にした[54]。
  - 指導者は自身の政治的将来を気にかけるものだが、それだけを根拠に外交政策を決めてはならない。それをトランプは行ってしまった[54]。

また、2022年8月にも朝日新聞社の取材に答え、改めて対ロシア政策に関するトランプ政権の内情について次のように回顧した。
- ボルトンはトランプにロシアへの制裁強化を進言したが、トランプは拒否した。

- 2018年にトランプとプーチンとの首脳会談の場所を選定していた際、ロシア側はオーストリアの首都ウィーンを希望したが、ボルトンはフィンランドの首都ヘルシンキを推奨した。ボルトンがトランプに相談すると、トランプは「ロシアの好きなようにさせればいい。フィンランドはロシアの衛星国のようなものじゃないのか？」と述べた。
  - また、飛行機内でボルトンが首脳会談に向けてトランプへ説明をしている最中、トランプはサッカーワールドカップを観戦していた。

## 暗殺計画
2022年8月10日、アメリカ司法省はイラン革命防衛隊員のシャフラム・プルサフィを訴追したと発表した。同省によれば、プルサフィは2020年1月に米軍が行ったバグダード国際空港攻撃事件への報復として、ボルトンの暗殺を計画したと疑われている。容疑者の身柄は拘束されておらず、連邦捜査局（FBI）が指名手配している。
また、トランプ前政権において国務省報道官であったモーガン・オルタガスによれば、「次の標的は国務長官ポンペオであった」という。
ボルトンはCNNの取材に対し、「他にも多くの米国人がこの政権のターゲットになっているというのはかなり正しいだろう」と述べた。
一方、イラン政府はこれを否定し、イラン外務省報道官は「根拠のない主張を展開している。イラン国民へのいかなる措置にも強く警告する」と米国を非難した。
暗殺計画の発覚を受けジョー・バイデン政権はボルトンをシークレットサービスによる警護対象としていたが、2025年にトランプが大統領に返り咲くと警護は打ち切られた。ボルトンは警護打ち切りについて「トランプ大統領がこのような決断を下したことに失望しているが、驚いてはいない」とした。

## 語録
- 「国連本部ビルの最上層10階分（事務総長執務室など幹部の部屋がある）がなくなったとしても何ら困る事はない」[59]
- 「アメリカ政府はアメリカ合衆国憲法修正第2条（市民の武装権）に反するあらゆる提案を拒否する」
- 「金正日は少々のダイエットをすることになるだろう」（経済制裁決議案採択後）[60]
- 「北朝鮮は採択後45分以内に決議を拒否するという世界記録を樹立した」[61]
- 「深く考慮した結果、私はあなたの政権下での米国連大使としての役職を、現在の任期が終了次第辞任するべきだという結論に達した」（ジョージ・W・ブッシュに対して）
- 「関係正常化は北朝鮮の利益になるだけだ。米国はそんな事には関心はないとはっきり言うべき。北朝鮮がまともな国になるまで関係を持つべきではない」
- 「拉致問題が解決するまでは、米政府による北朝鮮のテロ支援国指定解除は交渉すらすべきでない」
- 「6か国協議における合意は完全な失敗であり、最悪の取引だ。金正日が核を放棄することはあり得ない。大統領が目を覚ましてくれることを期待する。こんな合意はならず者政権の指導者たちに米国の交渉担当者を疲れさせることが出来たら、褒賞がもらえることを教えるようなものだ、大統領の今までの方針は正しい。半年の間にブッシュ大統領はこの合意を反故にするかの局面に立たされる。北朝鮮は約束を守らないだろう。彼らはあらゆる口実を用いて交渉を引き延ばし、更なる代償を求めてくる」
- 「アメリカがだまされたと証明されるのは時間の問題だ」
- 「金正日は吸血動物であり、恥知らずな独裁者だ。国民を飢餓に晒し、強制収容所や監獄に押し込んでいるような暴虐な独裁者だ。北朝鮮の生活は地獄のような悪夢にある。金正日はインターネットで世界を楽しむが、国民には外の世界は知らせない。国民に知られるのがそんなに怖いのだろうか？」[62]
- 「すべての外交的ばか騒ぎ（diplomatic fandango）は韓国が作り出したものである。金委員長や米国の戦略ではなく、文大統領の統一戦略(unification agenda)に大きく関連したものであった」[63]
- 「国際社会に入りたければ、金正日が自ら決断すべきだ。韓国や日本の拉致被害者を祖国に帰し、事件の全容を明らかにすべきだ」
- 「言論の自由を行使するなら、（ニューヨークの）セントラル・パークに歩いて行って、好きなだけ話せばいい」（ウゴ・チャベスのアメリカ批判に対して）[64]
- 「INF条約は無用の長物になっている」（2011年、ウォール・ストリート・ジャーナルに寄稿）
- 「ウィンストン・チャーチルは、日本本土に侵攻するとアメリカ人が流血することになると言っていました。そうならないようにするために、トルーマンは原爆投下を命じたのです。それは正しい判断でした。ロナルド・レーガンが広島に行っていたとしたら、そう主張したでしょう」（2016年5月、バラク・オバマの広島訪問に際して、FOXニュースのインタビューで[65]）
- 「我々はモンロー主義という言葉を使うことを恐れない。この国は私たちの半球だ」（2019年3月、ベネズエラについて[66]）
- 「麻薬取引」（2019年7月、トランプ大統領が4億ドルの武器供与を行うウクライナに対して政敵の調査を依頼したことに対して）[67]

## 個人生活
首都に隣接するメリーランド州ベセスダに居住する。妻と娘がいる。プロテスタントのルター派信者。

## 著書
- Surrender Is Not an Option: Defending America at the United Nations (Threshold Editions, 2007)
- How Barack Obama Is Endangering Our National Sovereignty  (Encounter Books, 2010)
- The Room Where It Happened: A White House Memoir (Simon & Schuster, 2020)
  - 『ジョン・ボルトン回顧録　トランプ大統領との453日』（梅原季哉監訳、朝日新聞出版、2020年）